# Marcelo Otero
Marcelo Alejandro Otero Larzábal (Montevideo, 14 de abril de 1971) es un exfutbolista uruguayo. Jugaba de delantero y fue internacional con su selección.

## Trayectoria
Marcelo Otero comenzó su carrera futbolística debutando profesionalmente en Rampla Juniors en 1990. De 1993 a 1995 jugó en el Club Atlético Peñarol, hasta que dio el salto al Vicenza de Italia. Entre 1999 y el 2003 siguió en Europa, jugando en el Sevilla de España, con un paréntesis entre enero y junio del 2002 durante el cual jugó en el Colón de Santa Fe, de Argentina. A su vuelta a Uruguay jugó en el Centro Atlético Fénix hasta fines del 2004. Tras varios años fuera de actividad, volvió a las canchas en 2013 para jugar durante siete meses en el Huracán de Paso de la Arena, de donde se retiró ese mismo año.

## Selección nacional
Ha sido internacional con la Selección de Uruguay en 24 encuentros, logrando marcar 10 goles.

### Participaciones enCopa América
| Copa              | Sede    | Resultado | Partidos | Goles |
| ----------------- | ------- | --------- | -------- | ----- |
| Copa América 1995 | Uruguay | Campeón   | 6        | 3     |

### Participaciones en Eliminatorias
| Eliminatorias              | Resultado | Partidos | Goles |
| -------------------------- | --------- | -------- | ----- |
| Eliminatorias Francia 1998 | 7° lugar  | 7        | 3     |

## Clubes
| Club                         | País      | Periodo   | Partidos | Goles |
| ---------------------------- | --------- | --------- | -------- | ----- |
| Rampla Juniors               | Uruguay   | 1987-1992 | 40       | 16    |
| Peñarol                      | Uruguay   | 1992-1995 | 57       | 29    |
| Vicenza                      | Italia    | 1995-1999 | 96       | 37    |
| Sevilla                      | España    | 1999-2001 | 40       | 2     |
| Colón                        | Argentina | 2001-2002 | 14       | 0     |
| Fénix                        | Uruguay   | 2003      | 12       | 3     |
| Huracán del Paso de la Arena | Uruguay   | 2013      | 0        | 0     |

## Palmarés

### Campeonatos nacionales
| Título                     | Club    | País    | Año     |
| -------------------------- | ------- | ------- | ------- |
| Campeonato Uruguayo        | Peñarol | Uruguay | 1993    |
| Campeonato Uruguayo        | Peñarol | Uruguay | 1994    |
| Campeonato Uruguayo        | Peñarol | Uruguay | 1995    |
| Copa de Italia             | Vicenza | Italia  | 1996-97 |
| Segunda División de España | Sevilla | España  | 2000-01 |

### Torneos internacionales
| Título       | Selección | Sede    | Año  |
| ------------ | --------- | ------- | ---- |
| Copa América | Uruguay   | Uruguay | 1995 |